# 人道干涉
人道主义干预是指一个或多个国家為结束某國出現严重的侵犯人权的行为而威脅通過武力干涉該國內政。 自冷战结束以来，人道主义干预次數相較以往有所增加。 